# Willi Weber (Manager)
Wilhelm Friedrich „Willi“ Weber (* 11. März 1942 in Regensburg) ist ein deutscher Unternehmer, Sportmanager und ehemaliger Automobilrennfahrer. Im Laufe der 1990er Jahre spezialisierte er sich auf die globale Interessenvertretung von Prominenten und Sportlern, vorwiegend aus dem Automobilsport. Zu seinen bekanntesten Mandanten zählten neben Michael Schumacher (bis 2010) auch dessen Bruder Ralf (bis 2006), Timo Scheider, Jutta Kleinschmidt, Nico Hülkenberg (bis 2011) und das Top-Model Naomi Campbell.

## Werdegang
Weber entdeckte bereits als Jugendlicher seine Geschäftstüchtigkeit und handelte mit ausgedienten Armeeuniformen. Nach einer Hotelfachlehre baute er zunächst einen Gebrauchtwagenhandel auf, bevor er sich wieder der Gaststätten- und Hotelbranche zuwendete, wo er sich nach und nach vom einfachen Angestellten zum Manager emporarbeitete.

### Formel-3-Rennstall, Begegnung mit Michael Schumacher
1983 gründete Weber als Hobby-Rennfahrer zusammen mit dem Ingenieur Klaus Trella den Formel-3-Rennstall WTS (Weber-Trella Stuttgart). Sein Fahrer und Zögling Joachim Winkelhock wurde 1988 deutscher Meister. Im Herbst desselben Jahres lernte er bei einer Talentsichtung auf dem Salzburgring in Österreich, wo er auf der Suche nach einem Nachfolger für Winkelhock war, den Nachwuchsfahrer und Formel-Ford-Vizemeister Michael Schumacher kennen und war sofort von dessen überdurchschnittlichen Fähigkeiten überzeugt. Weber engagierte Schumacher als Fahrer für sein Formel-3-Team, obwohl er keinerlei finanzielle Mittel mitbrachte. Im Gegenzug übernahm er dessen Management, band Schumacher für zehn Jahre an sich und forderte 20 Prozent der potenziellen Einnahmen des Rennfahrers, damit sich sein Risiko auszahle. Später machte die deutsche Presse daraus den Spitznamen „Mr. 20 Prozent“.
Ende der 1980er Jahre betrieb Weber neben seinem Formel-3-Rennstall mehr als zwanzig Kneipen in Deutschland, musste sich aber mehr und mehr um die Belange seines Schützlings Schumacher kümmern, der 1990 mit WTS deutscher Formel-3-Meister wurde. Weber finanzierte Schumacher den Einstieg in den professionellen Motorsport und brachte ihn im Spätsommer 1991 bei Jordan in der Formel 1 unter. Michael Schumacher wurde in den nächsten Jahren mit sieben Weltmeistertiteln und 91 Grand-Prix-Siegen der erfolgreichste Fahrer der Formel-1-Geschichte und verdiente bis zu seinem vorübergehenden Rücktritt im Jahr 2006 geschätzte 500 Millionen Euro.
Nach dem Comeback von Michael Schumacher in der Saison 2010 übergab Weber die Management-Aufgaben nach über 20-jähriger Zusammenarbeit Schumachers früherer Medienberaterin Sabine Kehm.

### A1 Team Germany
Im Herbst 2005 gründete Weber das A1 Team Germany für die neu geschaffene A1GP-Serie. Bereits in seiner zweiten Saison wurde das Team mit den Fahrern Nico Hülkenberg und Christian Vietoris mit insgesamt neun Siegen Meister. Weber beendete allerdings im September 2008 sein Engagement in der Serie, sodass das Team am Saisonstart im Oktober nicht teilnehmen konnte und erst später in der Saison, unter neuer Leitung, wieder in Erscheinung trat.

### Intermezzo als Rennfahrer
1984 startete Weber in einem VW Scirocco zu einem einzigen Rennen in der Deutschen Tourenwagen-Meisterschaft. Der 16. Platz auf dem Nürburgring brachte ihm 6 Punkte ein, was im Gesamtklassement den 46. Rang bedeutete. Zwischen 1985 und 1986 ging Weber in der Deutschen Formel-3-Meisterschaft an den Start. Im ersten Jahr fuhr er einen von Team Sonax Autopflege beziehungsweise McGregor Racing Team eingesetzten Ralt RT3 mit Volkswagen-Motor und wurde mit drei Punkten 24., im zweiten Jahr für Team Bössinger Tresorbauwerke blieb er punktlos. 1987 konnte Weber in der EFDA Formel-3-Euroserie für WTS Racing in zwei Rennen einen Punkt erzielen. Zu weiteren Einsätzen kam es nicht.

### Anklage wegen Untreue
Am 17. Juli 2007 wurde Weber von der Staatsanwaltschaft Koblenz wegen Anstiftung zur Untreue in einem besonders schweren Fall angeklagt. Er soll im Jahr 2001 die Dierdorfer Pole Position Merchandising (PPM) zu finanziellen Transaktionen veranlasst haben, bei denen eine Vielzahl von Gläubigern um insgesamt 1,1 Millionen Euro geprellt wurden. Beim Prozess am 29. September 2008 räumte Weber seine Schuld ein und wurde daraufhin vom Landgericht (LG) Koblenz zu einem Jahr Haft auf Bewährung und Geldstrafe in Höhe von 720.000 Euro verurteilt. Zudem wurde er am 16. September 2008 wegen Untreue und vorsätzlichem Bankrott im Zusammenhang mit der PPM-Pleite von der Stuttgarter Staatsanwaltschaft angeklagt.
Im August 2010 wurde Weber wegen Insolvenzverschleppung vom Landgericht Stuttgart zu zwei Jahren Haft auf Bewährung und zur Zahlung von 360.000 Euro an gemeinnützige Einrichtungen und in die Insolvenzmasse eines seiner Unternehmen verurteilt.

## Gastronomie
1999 eröffnete Weber als leidenschaftlicher Gastronom sein Feinschmeckerlokal Weber’s Gourmet im Turm im Stuttgarter Fernsehturm, beendete dieses Projekt jedoch nach ein paar Jahren wieder.